# NGC 2073
NGC 2073 ist eine elliptische Galaxie  vom Hubble-Typ E-S0 im Sternbild Hase südlich des Himmelsäquators. Sie ist schätzungsweise 126 Millionen Lichtjahre von der Milchstraße entfernt und hat einen Durchmesser von etwa 60.000 Lj.
Das Objekt wurde am 20. November 1784 von Wilhelm Herschel entdeckt.